# A Lover's Holiday
A Lover's Holiday è il singolo di debutto del gruppo musicale italiano Change, pubblicato nel marzo 1980 come primo singolo dall'album The Glow of Love.
Il brano, come la maggior parte delle canzoni inserite nel disco, è cantato da un allora semi-sconosciuto Luther Vandross, che aveva però già collaborato con importanti artisti del campo disco/funk. Nel Regno Unito è stato pubblicato come doppia A-side assieme alla title track dell'album. È stato un successo in tutto il mondo, trascorrendo nove settimane al #1 nelle classifiche dance degli Stati Uniti.

## Tracce
US 7" Single
1. A Lover's Holiday - 3:50
2. The End - 3:55

UK 7" Single
1. A Lover's Holiday - 3:50
2. The Glow of Love - 3:40

US Promo 12" Single
1. A Lover's Holiday - 6:26

UK 12" Single
1. A Lover's Holiday
2. The Glow of Love

## Formazione
- Luther Vandross - voce, cori
- Mauro Malavasi - tastiera, cori, arrangiamento
- Steve Ferrone - batteria
- Davide Romani - basso

Produzione
- Mauro Malavasi – produzione, missaggio, mastering

## Classifiche
| Classifica (1980)   | Posizione massima |
| ------------------- | ----------------- |
| Belgio (Fiandre)    | 19                |
| Nuova Zelanda       | 14                |
| Paesi Bassi         | 15                |
| Regno Unito         | 14                |
| Stati Uniti         | 5                 |
| Stati Uniti (dance) | 1                 |
| Stati Uniti (soul)  | 4                 |

## Altri utilizzi
Il brano è stato campionato in diverse canzoni nel corso degli anni: tra queste spiccano Holiday dei Naughty by Nature e Spendin' Money di R. Kelly.